# Gigi Hadid
Pour les articles homonymes, voir Hadid.
Gigi Hadid, née Jelena Noura Hadid, le 23 avril 1995 à Los Angeles aux États-Unis, est un mannequin américain d’origine palestinienne et néerlandaise.

## Biographie

### Jeunesse
Son père, Mohamed Hadid est un promoteur immobilier palestinien et sa mère, Yolanda Hadid (née van den Herick) est un mannequin néerlandais,. De par son père, elle fait partie de la descendance de Dahir al-Umar, prince de Nazareth et cheikh de Galilée.
Elle est la sœur aînée de Bella Hadid, également mannequin, et a un frère, Anwar, ainsi que deux demi-sœurs paternelles, Marielle et Alana,,.

### Carrière

#### 1997-2012: débuts dans le mannequinat
Sa carrière de mannequin débute lorsqu'elle est enfant à l'âge de deux ans, après avoir été découverte par le cofondateur de la marque Guess, Paul Marciano. Elle pose alors pour Baby Guess. Elle se concentre ensuite sur sa scolarité.
En 2011, elle revient dans le milieu de la mode en prolongeant sa collaboration avec Marciano et en devenant l'égérie d'une campagne publicitaire Guess,.

#### 2013-2016: l'ascension vers la notoriété
Après avoir signé un contrat avec IMG Models en 2013, son premier défilé se déroule lors de la New York Fashion Week pour la marque Desigual en février 2014.
Elle apparaît pour la première fois, en couverture du magazine CR Fashion Book de la journaliste Carine Roitfeld.
Le 15 juillet 2014, elle pose aux côtés du mannequin Patrick Schwarzenegger dans une campagne publicitaire du créateur de mode Tom Ford.
Le 5 septembre 2014, elle co-préside l'événement des Fashion Media Awards du quotidien Daily Front Row qui se déroule à New York lors de la New York Fashion Week.
Elle tourne deux publicités pour la marque Tom Ford,.
Gigi Hadid pose également pour le calendrier Pirelli en 2015. Elle devient l'égérie de la marque de cosmétique Maybelline. Hadid apparaît dans le clip Bad Blood de la chanteuse américaine Taylor Swift.
En janvier 2016, elle est ambassadrice de la marque Tommy Hilfiger et participe à des campagnes de publicités. En avril de la même année, elle figure dans une publicité interactive avec la marque de véhicule BMW.
Elle présente la cérémonie des IHeartRadio Music Awards à Toronto le 19 juin. Hadid co-créé une capsule avec la marque Tommy Hilfigier intitulée « Gigi by Tommy », dévoilée lors de la New York Fashion week en septembre. Elle est également égérie pour les marques Stuart Weitzman et Reebok,.

#### Depuis 2017: reconnaissance

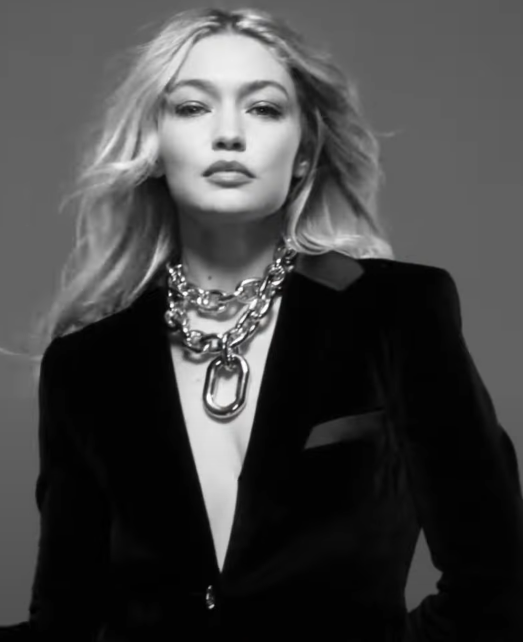
Gigi Hadid pour Rabanne.

Une seconde capsule entre le mannequin et la marque américaine Tommy Hilfiger voit le jour en février 2017. Elle est par ailleurs la photographe de la campagne publicitaire de la marque Versace par Zayn Malik appelée « Zayn x Versus ». Elle photographie également quelques célébrités et ses amis proches pour une édition estivale du magazine V intitulé « Gigi's journal ». Hadid reçoit le prix du Meilleur Début en Design pour sa collection avec la marque Tommy Hilfiger lors de la cérémonie du Daily Front Row's Fashion Los Angeles Awards.
En octobre 2019, elle tourne un épisode pour le concours culinaire Food Network Beat Bobby Flay. Elle fait équipe avec la chef Anne Burrell contre le chef et restaurateur Bobby Flay. L'épisode est diffusé en juin 2020. Elle est invitée dans un épisode de Scooby-Doo and Guess Who. L'épisode est mis en ligne le 1er octobre 2020 sur la plateforme de streaming Boomerang.
En septembre 2022, le mannequin lance sa propre marque de vêtements en cachemire intitulée Guest In Residence,.
Pendant l'été 2024, elle est le visage de la dernière collection "Heaven by Marc Jacobs x Dilara Fındıkoğlu" dans le lookbook dédié.

## Vie privée

### Relations

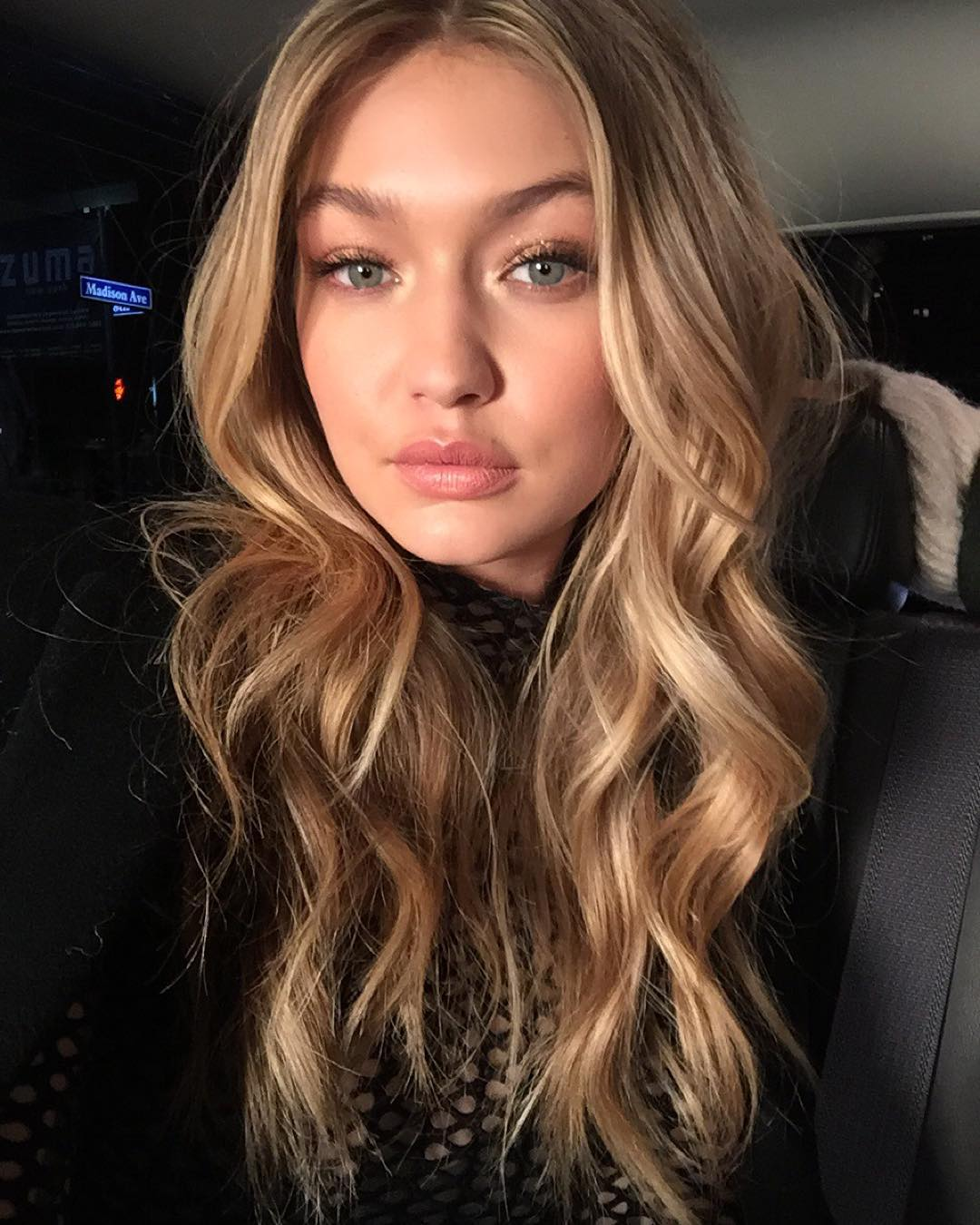
Gigi hadid en 2015.

Entre juin 2013 et mai 2015, Gigi Hadid entretient une relation intermittente avec le chanteur australien Cody Simpson,. Elle apparaît dans les clips Surfboard et Flowers du chanteur,.
Elle fréquente ensuite le chanteur américain Joe Jonas, membre des Jonas Brothers, de mai à novembre 2015 et réalise le clip Cake by the Ocean du groupe DNCE formé par le chanteur,.
Elle commence une relation intermittente avec le chanteur britannique Zayn Malik en 2015,,.
Elle apparaît dans le clip Pillowtalk du chanteur britannique. Ils posent ensemble en couverture du magazine Vogue mais la couverture suscite une controverse car ils sont qualifiés de « gender fluid », ce pour quoi le magazine s'est excusé,.
Durant l'été 2019, Hadid fréquente le mannequin américain Tyler Cameron, avant de finalement se remettre en couple avec Malik en décembre 2019. Le 28 avril 2020, le site américain TMZ annonce que le couple attend son premier enfant et le mannequin confirme la rumeur sur le plateau du talk-show américain The Tonight Show Starring Jimmy Fallon quelques jours plus tard. Le 19 septembre 2020, elle donne naissance à une fille, prénommée Khai,.
Le couple se sépare en octobre 2021, à la suite d'accusations de la part de Yolanda Hadid à l'encontre de Zayn Malik pour des violences domestiques. Poursuivi pour harcèlement à l’encontre de Gigi et Yolanda Hadid, le chanteur accepte de suivre une période en probation de 90 jours, soit 360 jours au total lors de laquelle il doit apprendre à gérer sa colère,,.
Depuis octobre 2023, le mannequin fréquente l'acteur Bradley Cooper,.

### Santé
Elle révèle dans le magazine Elle, en 2016, souffrir de la thyroïdite de Hashimoto,.

### Engagement
En octobre 2023, elle publie sur les réseaux sociaux un plaidoyer contre la guerre entre Israël et le Hamas « Je suis profondément bouleversée par la vie et la lutte des Palestiniens sous l'occupation. Je vis avec cela tous les jours. J'ai aussi la responsabilité envers mes amis juifs de clarifier ma position, comme je l'ai fait par le passé : bien que je nourrisse des espoirs et des rêves pour le peuple palestinien, aucun d'entre eux n'inclut de faire du mal à un juif ».

## Affaires judiciaires
En 2017, le photographe Peter Cepeda porte plainte contre la mannequin qui a posté sur Instagram une photo d'elle sans son autorisation. La Cour fédérale classe l'affaire et donne raison à Gigi Hadid,.
Fin janvier 2019, elle est poursuivie par l'agence de photo indépendante Xclusive pour avoir partagé une photo d'elle datant d'octobre 2018 sans l'autorisation du photographe.

## Polémiques
En 2017, alors que Gigi Hadid doit se rendre à Shanghai pour participer au défilé Victoria's Secret Fashion Show, elle n'obtient pas son visa chinois à la suite d'une vidéo postée en ligne jugée raciste, la montrant en train de brider intentionnellement ses yeux, en voulant mimer Bouddha, ce qui suscite de nombreuses critiques de la part d'internautes chinois,.

## Apparitions

### Magazines
Depuis 2013, elle pose en couverture de nombreux magazines tels que : Vogue, Numéro, Allure, W, Teen Vogue, The Wall Street Journal, Elle, Dazed et Harper's Bazaar,,,,,,,,.

### Défilés
Elle défile pour plusieurs grandes marques de luxe dont Versace, Chanel, Elie Saab, Fendi, Marc Jacobs, Anna Sui, Miu Miu, Balmain, Diane von Fürstenberg, Fenty x Puma, Isabel Marant, Giambattista Valli et Jacquemus,,,,,,,,,,,,.

## Filmographie

### Court métrage
- 2012 : Virgin Eyes : Andrea

### Long métrage
- 2018 : Ocean's 8 : elle-même (caméo)

### Télévision
- 2012 : The Real Housewives of Beverly Hills : Elle-même
- 2016 : Masterchef : épisode "MasterChef Celebrity Showdown" : Elle-même
- 2016 : RuPaul's Drag Race : Elle-même (juge invitée)
- 2016 : Lip Sync Battle : Elle-même
- 2021 : Mes premières fois : la narratrice de la vie de Paxton (2 épisodes)
- 2023 : Next in Fashion : Présentatrice / Juge principale (saison 2)

### Clips
- 2014 : Simple Things de Miguel : elle-même
- 2014 : Surfboard de Cody Simpson : elle-même
- 2015 : Bad Blood de Taylor Swift : Slay-Z
- 2015 : How Deep Is Your Love de Calvin Harris & Disciples : elle-même
- 2015 : Cake By The Ocean de DNCE : en tant que productrice
- 2016 : Pillowtalk de Zayn Malik : elle-même

## Distinctions
| Années | Prix                                    | Catégorie                            | Résultat   | Ref(s) |
| ------ | --------------------------------------- | ------------------------------------ | ---------- | ------ |
| 2014   | Sports Illustrated Swimsuit             | Meilleure maillot de bain de l'année | Nomination |        |
| 2014   | Victoria's Secret                       | Selfie le plus sexy de l'année       | Lauréat    |        |
| 2015   | First Annual Fashion Los Angeles Awards | Mannequin de l'Année                 | Lauréat    |        |
| 2015   | Teen Choice Awards                      | Mannequin Préférée                   | Nomination |        |
| 2016   | MTV Italian Music Awards                | Meilleur Look                        | Lauréat    |        |
| 2016   | Teen Choice Awards                      | Personnalité féminine la plus sexy   | Nomination |        |
| 2016   | British Fashion Awards                  | Mannequin de l'Année                 | Lauréat    |        |
| 2017   | Third Annual Fashion Los Angeles Awards | Meilleur Design                      | Lauréat    |        |
| 2017   | Teen Choice Awards                      | Mannequin préférée                   | Nomination |        |